# یون درایکا
یون درایکا (انگلیسی: Ion Draica؛ زادهٔ ۵ ژانویه ۱۹۵۸) کشتی‌گیر فرنگی اهل رومانی بود.
وی در مسابقات کشوری و بین‌المللی در مجموع برندهٔ ۵ مدال طلا، ۳ مدال نقره، ۲ مدال برنز شده‌است.